# Sondirna raketa
Sondirna ali raziskovalna raketa je raketa, razvita za podorbitalne polete, ki nosi merilne instrumente za preučevanje zgornjih plasti ozračja ali znanstvene poskuse. Te rakete običajno ponesejo tovor do višine med 50 in 1500 km nad površje Zemlje na robu vesoljskega prostora, nekje med višino vremenskih balonov in umetnih satelitov (najvišja višina vremenskih balonov je okrog 40 km, najnižja višina satelitov pa okrog 120 km). Pogosto uporabljajo raketne motorje iz vojaških rezerv.
Uporabljajo se kot nizkocenovna in manj zahtevna alternativa večjih nosilnih raket za preskušanje instrumentov, opazovanje Vesolja in Zemlje, jemanje vzorcev iz zgornjih plasti ozračja ter razne poskuse v razmerah z mikrogravitacijo.
Začetki raziskav s pomočjo sondirnih raket segajo v obdobje tik po drugi svetovni vojni, ko so namestili spektrograf na nemško raketo V2 in odkrili sevanje Sončeve korone v rentgenskem delu spektra ter kasneje še pri višjih frekvencah, ki je za opazovalca z Zemlje nezaznavno, saj ga popolnoma absorbira ozračje. So tudi edini način za neposreden dostop do plasti ozračja med 40 in 120 km, zaradi česar so ključne pri ugotavljanju značilnosti ozračja na teh višinah in raziskovanju pojavov, kot sta polarni sij in električni tokovi v ionosferi.